# Щит (Шмартно-при-Літії)
Щит (словен. Ščit) — поселення в общині Шмартно-при-Літії, Осреднєсловенський регіон, Словенія.
Висота над рівнем моря: 496,4 м.